# Стив Мартин
Стив Мартин (енгл. Steve Martin; Вејко, 14. август 1945) је амерички глумац, шоумен и писац.

## Успех пре филма
Рођен 14. августа 1945. године у Вејкоу (Тексас). Прославио се као комичар који уживо прича вицеве. Већ од средине 1970-их често се појављивао у гледаним телевизијским емисијама као што су "Вечерњи шоу Џони Карсона" или "Суботом увече уживо". Поставши познат, издао је први од своја три албума са вицевима "Смањимо се" (1977), који је доживео огроман успех. Следећи албум "Дивљи луди тип" (1978), доживео је још већи успех, успевши се на друго место по продаји у САД и постигавши милионски тираж. Албум завршава песмом "Краљ Тут" (аутор и певач сам Стив Мартин), која је издата као сингл и постигла велики успех током помаме која је пратила турнеју са Тутанкамоновим посмртним остацима 1978. Оба албума су добила Греми за најбоље албуме са комедијом у 1977. и 1978.
До краја 1970-их, Мартин је својим наступима стекао славу која се могла мерити са славом рок звезда, наступајући у распродатим дворанама, пред више десетина хиљада гледалаца по наступу, који су вриштањем стварали специфичну атмосферу. Међутим, каријера комичара који уживо прича вицеве за њега је била само међустепеница за оно што је био његов прави циљ - филм.

## Филмска каријера
Први филм му је био „Расејани келнер“ (1977). Овај 7-минутни филм у коме играју и Бак Хенри и Тери Гар, Мартин је сам режирао и играо главну улогу. Филм је био номинован за Оскар за најбољи кратки филм.
Његов први значајнији филмски наступ био је у мјузиклу "Оркестар усамљених срца наредника Папера" (1978), у којем пева песму Битлса „Максвелов сребрни чекић“, а почетком 1979. имао је запажену епизодну нервозног келнера у филму "Мапети иду у Холивуд".

### Сарадња са Карлом Рајнером
Исте године 1979. био је сценариста и главни глумац у филму Билмез (The Jerk), који је режирао Карл Рајнер. Ова комедија о глупавом белцу, усвојеном и подигнутом од стране црначке фамилије, који креће да упозна свет ван Мисисипија и успева да се обогати, доживела је огроман комерцијални успех и са зарадом од преко 73.000.000 $ далеко надмашила не тако високи буџет.
Успех овог филма отворио је сва врата Мартину, охрабривши га да се опроба у озбиљнијем филму. Желећи да избегне клишее, 1981. се појавио у филму Новчићи са неба, мелодрамској причи са певањем и плесом. Припремајући се за филм, Мартин је похађао часове глуме код редитеља Херберта Роса, и месецима вежбао степовање. Иако сасвим солидан, филм је доживео комерцијални неуспех, којег је Мартин у то време коментарисао речима: „Не знам ко је крив, осим ако не рачунамо то да играм ја а да није комедија“.
Мартин се појавио и у још три филма које је режирао Карл Рајнер, који сви до једног имају култни статус. Најпознатији је свакако Мртваци не носе кариране капутиће (1982), у чију су криминалистичку причу са доста хумора и пародијских елемената врло вешто умонтирани бројни архивски инсерти из славних холивудских криминалистичких филмова (углавном) 1940-их. У овом филму „глуме“ Хамфри Богарт, Ингрид Бергман, Барбара Стенвик, Реј Миланд, Чарлс Лотон, Берт Ланкастер, Бети Дејвис, Лана Тарнер и многи други, уз „праву“ улогу коју има Рејчел Ворд. Следио је Човек са два мозга (1983), филм који се јако свидео Мартиновим фановима али није наишао на посебно топао пријем код осталих, да би сарадњу са Рајнером окончао 1984. одличним филмом Све од мене, у којем му је партнерка Лили Томлин. У филму зла умирућа богаташица одлучује да се посредством свог гуруа пресели у тело своје младе и лепе секретарице (игра је Мартинова тадашња супруга Викторија Тенант), али нешто пође наопако и она се нађе у телу свог адвоката, са којим штавише мора да дели његово тело. Мартин бриљира у улози адвоката, добивши за овај филм награде њујоршких филмских критичара и награду националног удружења филмских критичара за најбољег глумца.

### Каријера од 1986. до 1991.
1986. игра једну од три главне улоге у комедији Три амигоса, у којој су му партнери колеге из Суботом увече уживо, Чеви Чејс и Мартин Шорт. Филм је успела пародија на вестерн "Седморица величанствених". Исте године игра значајну улогу у мјузиклу „Мала продавница страве“, филмској верзији оф-бродвејског хита, у којем му је први пут партнер Рик Моранис, уз кога ће се касније појавити у још два филма.
Током 1987. постиже успехе филмовима Роксана, осавремењеној верзији Сирано де Бержерака, у коме доказује да није само комичар већ и добар глумац, а крајем године снима и комедију Авиони, возови, аутомобили у режији Џона Хјуза, у којој игра малерозног човека којег сналазе сви малери овог света при покушају да стигне кући на Дан захвалности, при чему му стално присуство досадног путујућег трговца (Џон Кенди) само константно подиже притисак. Успех постиже и 1988. филмом Прљави покварени преваранти у режији Френка Оза, у којем он и Мајкл Кејн играју два преваранта који „оперишу“ Азурном обалом, измамљујући преваром новац од богатих и усамљених жена.
Следе успеси са филмовима Родитељство (1989), у режији Рона Хауарда, и Моје плаво небо (1990), забавном комедијом у режији Херберта Роса, у којој Мартин игра заштићеног сведока за кога се брине агент ФБИ, којег игра Рик Моранис.
Наредне 1991. мартин је сценариста и главни глумац у филму Прича из Лос Анђелеса, игра главну улогу у филму Невестин отац, римејку славне комедије са Спенсером Трејсијем, у којем му је партнерка Дајана Китон, и члан је одличне и бројне глумачке поставе без главне улоге у филму Велики кањон, у режији Лоренса Кеждена.

### Каријера после 1992.
Следећих година запажен је у већини филмова у којима је наступио, иако није било правог хита. Тако се појавио у филму Недостатак вере (1992), у којем игра путујућег верског проповедника који наступа пред пуним салама, Невестином оцу 2 (1995), комедији Наредник Билко (1996), Дејвид Маметовом трилеру Шпански затвореник (1997), у којем игра негативца - богатог странца који показује сумњив интерес за рад младог бизнисмена, Провинцијалци (1999), римејку некадашњег хита по сценарију Нила Сајмона, у којем му је партнерка по други пут Голди Хон, и Боуфингер (1999), комедији у којој игра декинтираног продуцента који покушава да добије велику звезду за свој филм тако што ће је снимати у потаји. У међувремену је стигао да ради и на цртаном филму, појавивши се у једној епизоди Симпсонових (1998, заједно са групом U-2) и дајући глас Хотепу у филму Принц Египта (1999).
2003. појављује се у два комерцијално врло успешне породичне комедије, Обарање куће и Што више то боље, које су обе зарадиле више од 130.000.000 $ само у америчким биоскопима и донела му пласман на 4. место комерцијално најуспешнијих глумаца.
Током 2005, написао је сценарио и играо главну улогу у истоименом филму насталом по његовом роману Продавачица, у којем му је партнерка Клер Дејнс, а појавио се и у наставку хита од пре две године - Што више то боље 2. Следеће године постиже велики успех играјући инспектора Клузоа у римејку Пинк Пантера, у којем су му партнери Кевин Клајн и Жан Рено. Снимио је и наставак Пинк Пантер 2, који је приказан 2009.

## Активности на другим пољима
Повремено је писао за часопис Њујоркер.
Глумио је у представи Чекајући Годоа уз Робина Вилијамса.
Написао је позоришни комад Пикасо у Лапен Ажилу (1993), који је имао солидан успех у Америци, и у коме се у неком париском бару срећу Пабло Пикасо и Алберт Ајнштајн.
2001. и 2003. био је домаћин доделе Оскара.
Свирао је бенџо на плочи која је 2001. добила Греми.
Написао је два романа, Продавачица (филмован 2005) и Задовољство у мом друштву, а 2007. објавио је и мемоаре, издате под називом Рођен да буде усправан, који су добили солидна признања критике.

## Улоге
| Улоге Стива Мартина |                                   |               |                     |          |
| Година              | Српски назив                      | Изворни назив | Улога               | Напомена |
| 1978.               |                                   |               |                     |          |
| 1979.               |                                   |               |                     |          |
| 1979.               | Билмез                            |               |                     |          |
| 1981.               | Новчићи са неба                   |               |                     |          |
| 1982.               | Мртваци не носе кариране капутиће |               |                     |          |
| 1983.               | Човек са два мозга                |               |                     |          |
| 1984.               |                                   |               |                     |          |
| 1984.               | Све од мене                       |               |                     |          |
| 1985.               |                                   |               |                     |          |
| 1986.               | Три амигоса                       |               |                     |          |
| 1986.               | Мала продавница ужаса             |               |                     |          |
| 1987.               | Роксана                           |               |                     |          |
| 1987.               | Авиони, возови и аутомобили       |               |                     |          |
| 1988.               | Прљави покварени преваранти       |               |                     |          |
| 1989.               | Родитељство                       |               |                     |          |
| 1990.               | Моје плаво небо                   |               |                     |          |
| 1991.               | Прича из Лос Анђелеса             |               |                     |          |
| 1991.               | Невестин отац                     |               |                     |          |
| 1991.               | Велики кањон                      |               |                     |          |
| 1992.               |                                   |               |                     |          |
| 1992.               | Недостатак вере                   |               |                     |          |
| 1994.               |                                   |               |                     |          |
| 1994.               |                                   |               |                     |          |
| 1995.               | Невестин отац 2                   |               |                     |          |
| 1996.               | Наредник Билко                    |               |                     |          |
| 1997.               | Шпански затвореник                |               |                     |          |
| 1998.               | Принц Египта                      |               |                     |          |
| 1999.               | Провинцијалци                     |               |                     |          |
| 1999.               | Боуфингер                         |               |                     |          |
| 2000.               |                                   |               |                     |          |
| 2001.               | Новокаин                          |               |                     |          |
| 2003.               | Обарање куће                      |               |                     |          |
| 2003.               | Шашава дружина: Поново у акцији   |               |                     |          |
| 2003.               | Што више то боље                  |               |                     |          |
| 2005.               | Продавачица                       |               | Ray Porter          |          |
| 2005.               | Што више то боље                  |               |                     |          |
| 2006.               | Пинк Пантер                       | (2006)        | инспектор Жак Клузо |          |
| 2008.               |                                   |               | Barry               |          |
| 2009.               | Пинк Пантер 2                     | 2             | инспектор Жак Клузо |          |
| 2015.               | Код куће                          |               | капетан Смек (глас) |          |